# افشاساز

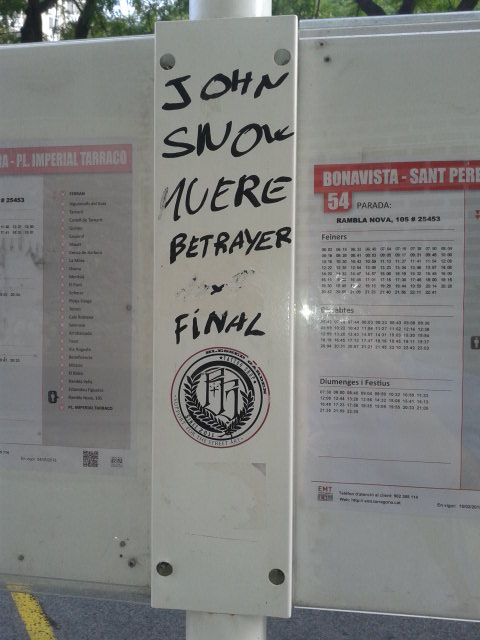
تابلوی که برای اسپویل کردن را نشان میدهد

افشاساز یا افشاگر یا اسپویلر (به انگلیسی: Spoiler) توصیفی قطعی از یک متن یا داستان است که ممکن است ترتیب وقایع و جزئیات مهم یک داستان، فیلم و … را لو دهد و باعث شود که خواننده، تمایل خود را برای مطالعه کردن متن اصلی از دست بدهد. بدیهی است که پیش‌بینی یک متن یا فیلم اسپویل کردن محسوب نمیشود و عموماً شالودهٔ یک داستان یا متن، از جمله نقاط عطف داستان یا بخش پایانی داستان، به عنوان مطالبی در نظر گرفته می‌شوند که نباید برای خواننده لو داده شوند. همچنین این واژه ممکن است برای اشاره به هر نوع اطلاعات در مورد بخشی از یک رسانه معین (اعم از فیلم، رمان، چیستان و …) بکار رود که ممکن است مخاطب نخواهد آن‌ها را از قبل بداند. این واژه در لغت به معنای «تباه کردن» و «از بین بردن» است. از آنجایی که لذت بردن از یک داستان یا فیلم، تا حد زیادی وابسته به آن است که خواننده خود با خواندن متن اصلی، در جریان وقایع و ترتیب بوقوع پیوستن آن‌ها قرار بگیرد، در نتیجه، از پیش دانستن بخش‌های مهم یک داستان، ممکن است لذت خواندن آن داستان را برای مخاطب «تباه کند». افشاسازها می‌توانند در تالارهای گفتگو، مقالات، نقدها و بررسی‌ها، تبلیغات و پیش‌نمایش فیلم‌ها وجود داشته باشند.